# 2006年热带风暴克里斯
热带风暴克里斯（英語：Tropical Storm Chris）是2006年大西洋飓风季形成的第4场热带风暴。系统于7月31日经背风群岛以东大西洋海域的东风波发展形成，之后总体向西北偏西方向前进，从加勒比地区群岛的北侧边缘掠过。克里斯的存在周期较为短暂，于8月2日在圣马丁岛以北洋面达到持续风速每小时100公里的最高强度。接下来气旋逐渐减弱，于8月5日在古巴以东消散。这场风暴对陆地构成的影响很小，没有造成人员伤亡，只有沿途产生中等程度降水。

## 气象历史
7月27日，一股东风波离开西非海岸，起初其轴线周围有旺盛的对流持续存在，但这些对流因受干燥空气的不利影响而于7月28日基本消亡。东风波继续西进，风场依然层次分明，轴线最北端附近在两天后已有深层对流滋长。7月30日，对流的纵向深度和组织结构都有改善，气象机构因此启动德沃夏克分析法对系统进行分析。7月31日，有浮标测得系统风向从东北转为向西，表明已有小规模低气压区形成。系统转向西北，对流组织迅速改善，于8月1日在巴布达岛东南偏东方向约375公里海域发展成2006年大西洋飓风季的第三号热带低气压。
气象部门起初预计上层低气压产生的风切变会阻止低气压增强，令其在3天内消散。但受到中等强度风切变影响的气旋仍然在环流中心附近发展出深层对流，低气压也继续组织，仅6小时后就增强成热带风暴并获名“克里斯”（Chris）。对流逐渐在系统上空集中，克里斯于8月1日晚在背风群岛北部以北约80公里洋面经过时，风速已经达到每小时95公里。风暴结构继续改善，变得更加对称，并在8月2日清晨发展出上层眼状特征。各象限的外流都在改善，风暴不久后就在圣托马斯岛以东约195公里海域达到风力时速100公里的最高强度。美国国家飓风中心一度预计克里斯会受高压脊影响向西北偏西方向移动，并逐渐增强至飓风标准，但风暴实际上在上层风切变的影响下导致原本层次分明的内层核心消亡，气旋开始减弱。

受强烈的风切变影响，克里斯开始减弱

到了8月3日中午左右，约135公里范围的环流内已经没有任何对流，深层对流则散布到波多黎各和伊斯帕尼奥拉岛各地上空。当晚，环流中心又有深层对流发展出来，但持续存在的垂直风切变仍令克里斯于8月4日降级成热带低气压。多个计算机模型预计风切变会减少，美国国家飓风中心因此预计气旋会在墨西哥湾再度强化，达到风速每小时95公里强度，但对流实际上一直都很少，克里斯于8月4日晚退化成残留低气压区。8月5日晚，风暴残留内的对流有所增长，气象机构认为系统有可能因外部环境变得较为有利而在墨西哥湾缓慢发展。但是，系统并未重新发展，残留环流最终于8月6日在哈瓦那附近完全消散。

## 防灾措施

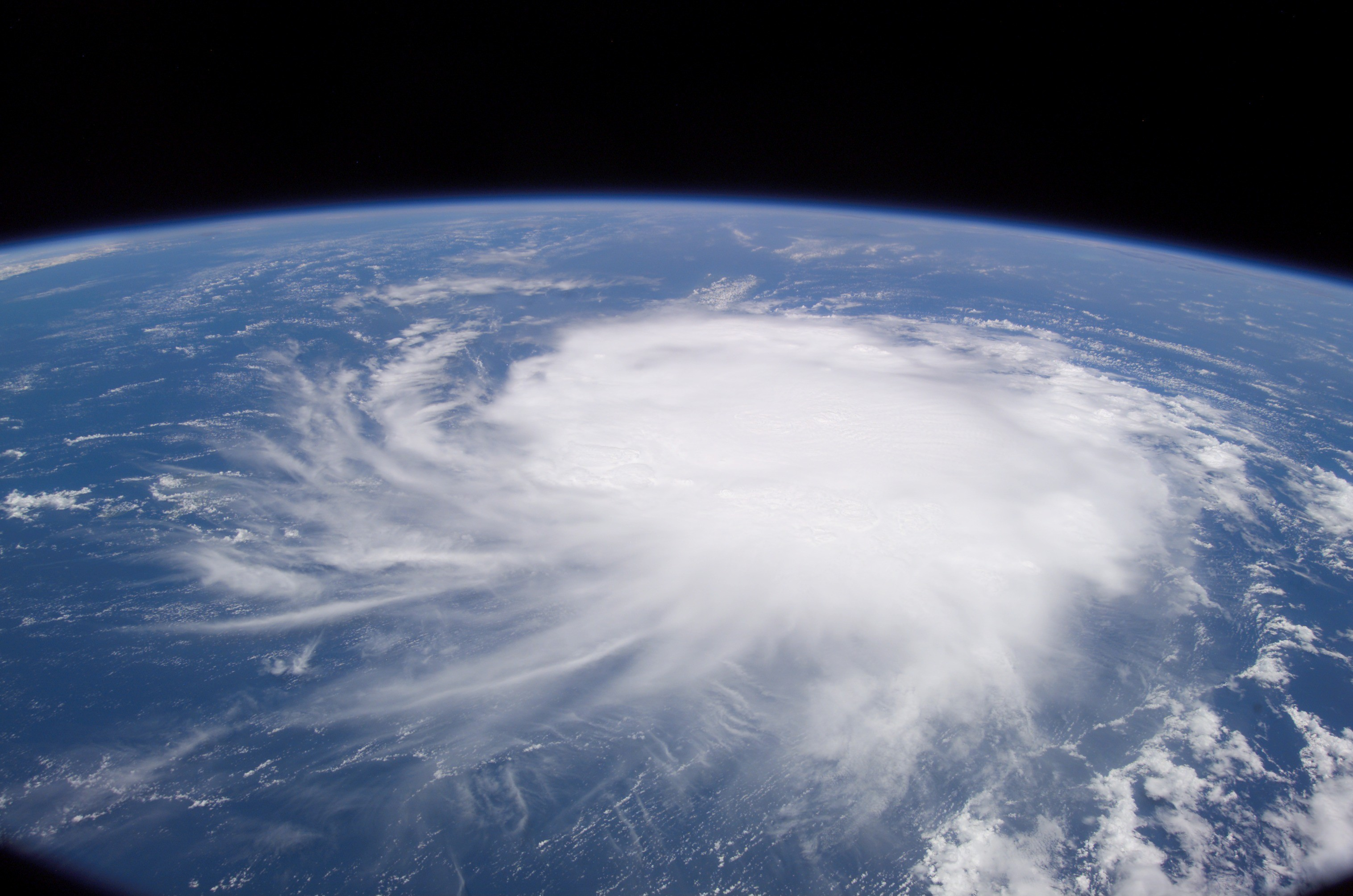
从国际空间站拍下热带风暴克里斯的照片

美国国家飓风中心针对第三号热带低气压发布首份公告时，安提瓜和巴布达、安圭拉、圣克里斯多福与尼维斯和英属维尔京群岛政府向各自领土发布热带风暴警告。低气压升级成热带风暴时，萨巴、圣尤斯特歇斯、圣巴泰勒米和圣马丁岛也相继发布热带风暴警告。3艘皇家加勒比国际游轮变更航线避开风暴。联邦紧急事务管理局代表同美属维尔京群岛地方应急管理官员协调合作，确定包括医院占用率、避难所和沙袋在内的各项资源是否足以应对风暴威胁。
8月1日，波多黎各政府向岛上发布热带风暴警告。次日，约有600名游客撤离别克斯岛和库莱布拉岛。巴哈马政府也在这天向特克斯和凯科斯群岛、阿克林岛与克鲁克德岛、拉吉德岛、伊纳瓜和马亚瓜纳岛发布飓风观察预警。面对风暴的威胁，政府敦促居民储备应急物资，斯坦尼尔礁的船主则在气旋来袭前将船只固定。
气象机构预计克里斯会进入墨西哥湾后，纽约商品期货交易所驻伦敦分支机构的原油价格上涨，8月2日，纽约商品期货交易所电子交易平台的天然气价格也有大幅上涨。北美洲这时正受到热浪的影响，天然气市场需求较高，对克里斯强化成飓风并威胁天然气供应的担忧导致天然气价格上涨。新奥尔良包括市长雷·纳金（Ray Nagin）在内的政府官员准备在克里斯以飓风强度进入墨西哥湾后疏散全城。疏散计划包括在最严峻的形势下将所有居民运出城，以免再出现约一年前飓风卡特里娜引发的惨剧。佛罗里达州紧急事务管理局要求开设10个流动恢复中心，要求佛罗里达礁岛群的多家医院做好撤离准备。密西西比州官员确定，如果风暴登陆，该州需要约110人协助疏散过程。路易斯安那州和德克萨斯州的紧急行动中心都密切关注气旋动向，但最终都没有执行任何准备行动。

## 影响

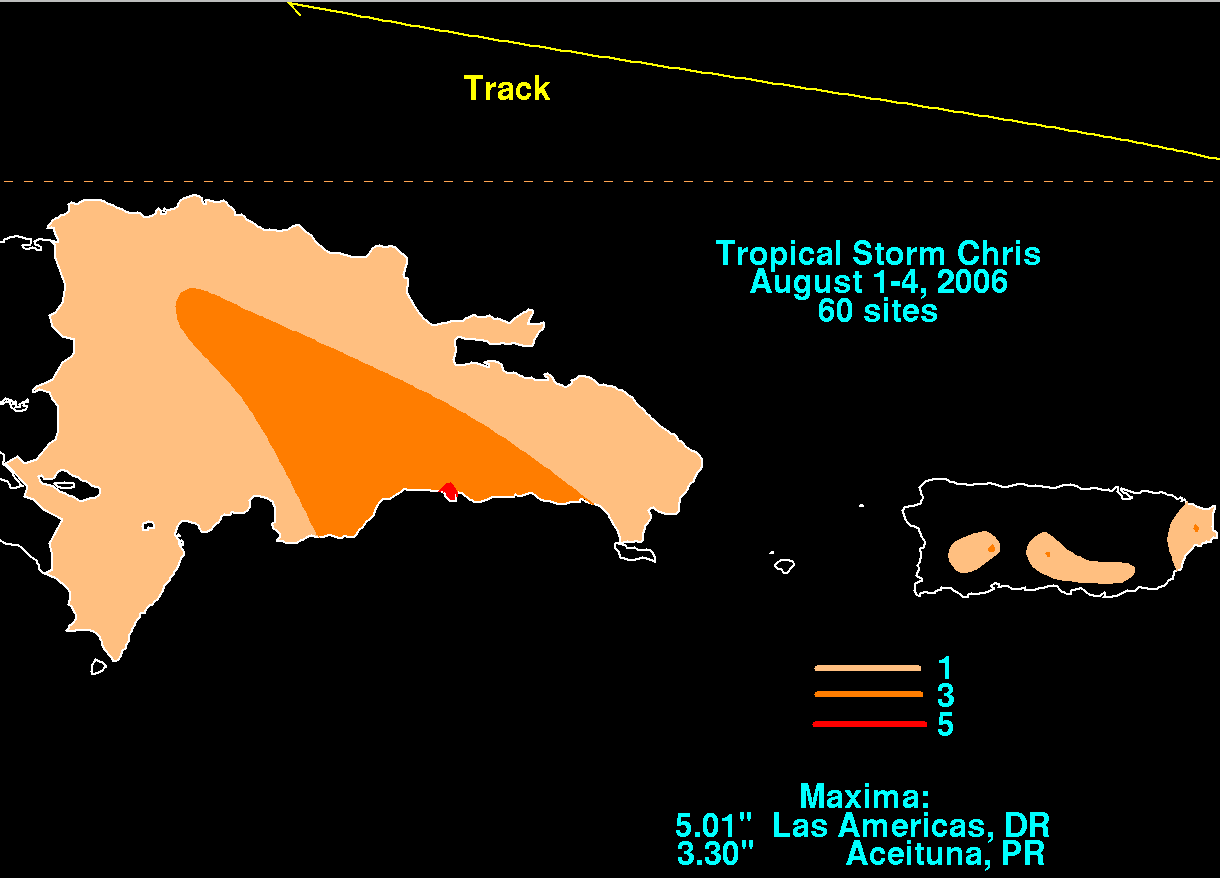
热带风暴克里斯在波多黎各和多米尼加共和国产生的降水分布

虽然一度构成威胁，但克里斯对小安的列斯群岛的影响很小。风暴总体造成的破坏很小，在波多黎各产生小雨，降雨量最高的法哈多约为78毫米。这些降水导致法哈多河（Fajardo River）泛滥，导致波多黎各东北部的一截高速公路临时封闭。
伊斯帕尼奥拉岛、特克斯和凯科斯群岛、巴哈马和古巴东部部分地区的降雨量达到50毫米，还有部分山区达到100毫米。暴雨在多米尼加共和国首都圣多明哥引发严重洪灾。亚美利加国际机场测得127毫米降水。洪水侵入房屋，致使多人暂时无家可归，圣多明哥附近的许多道路因洪水导致无法通行，还出现多起山体滑坡。该国东北部还有部分稻田被洪水淹没，该国气象局向生活在该国东北部和东南部低洼地区及河流附近的居民发布洪灾警报。虽然出现洪灾，但多米尼加所受破坏很小，也没有出现人员丧生。